# Cheyniana rhodella
Cheyniana rhodella là một loài thực vật có hoa trong Họ Đào kim nương. Loài này được Rye & Trudgen mô tả khoa học đầu tiên năm 2009.